# Krumme Steyrling
Krumme Steyrling är ett vattendrag i Österrike.   Det ligger i förbundslandet Oberösterreich, i den centrala delen av landet, 160 km väster om huvudstaden Wien.
I omgivningarna runt Krumme Steyrling växer i huvudsak blandskog. Runt Krumme Steyrling är det ganska glesbefolkat, med 45 invånare per kvadratkilometer.